# Meistbegünstigungsprinzip
Nach dem Meistbegünstigungsprinzip, auch Meistbegünstigtenklausel oder kurz Meistbegünstigung genannt (englisch most favoured nation; MFN-Prinzip), müssen Handelsvorteile, die einem Vertragspartner gewährt werden, im Zuge der Gleichberechtigung allen Vertragspartnern gewährt werden. So soll es unmöglich werden, Handelsvergünstigungen nur einzelnen oder wenigen Staaten zu gewähren.
Das Konzept der Meistbegünstigung reicht mindestens bis ins 17. Jahrhundert zurück. Spätestens in der zweiten Hälfte des 18. Jahrhunderts war eine Meistbegünstigtenklausel Bestandteil fast aller Handelsverträge und wurde so wichtiger Bestandteil im internationalen Handel.
Die „Meistbegünstigungsklausel“ gewährt allerdings keine besonderen Vorteile. Vielmehr sichert sie dem betreffenden Land die Behandlung nach den gleichen Zollvorschriften, die auch für alle anderen Länder gelten, mit denen normale Handelsbeziehungen unterhalten werden. Deswegen bedeutet die Verweigerung der Meistbegünstigung die Benachteiligung eines Landes. Der Ausdruck erklärt sich aus der hergebrachten Formulierung in zwischenstaatlichen Handelsverträgen, „Land A gewährt Land B, dass Land B in Land A nicht schlechter als das von Land A meistbegünstigte Land behandelt wird“.

## Aktuelle Form in der WTO
Dieses Prinzip ist zusammen mit der so genannten Inländerbehandlung die wichtigste Grundlage aller Vertragswerke der Welthandelsorganisation (World Trade Organization, kurz WTO), worunter das Allgemeine Zoll- und Handelsabkommen (General Agreement on Tariffs and Trade, kurz GATT), das Dienstleistungsabkommen (General Agreement on Trade in Services, kurz GATS) sowie das Abkommen zum Schutz geistigen Eigentums (Agreement on Trade-Related Aspects of Intellectual Property Rights, kurz TRIPS) fallen. Es ist unter anderem in Art. I GATT und Art. II GATS normiert.
Freihandelszonen verstoßen gegen die Meistbegünstigtenklausel, da Zollpräferenzen nur den Mitgliedern der Freihandelszone eingeräumt werden. Drittstaaten werden durch die daraus folgende Umlenkung von Handelsströmen benachteiligt (diskriminiert). Artikel XXIV des GATT-Vertrags räumt allerdings aufgrund der handelsschaffenden Wirkung für die Mitglieder Ausnahmen für Freihandelszonen ein, sofern diese intern alle tarifären und nicht-tarifären Handelsschranken für annähernd den gesamten Handel eliminieren und der Außenzoll gegenüber Drittländern nicht erhöht wird. Dadurch muss beispielsweise auch die Europäische Union Handelsvorteile ihres Binnenmarkts nicht auch Drittstaaten gewähren. Weitere Ausnahmen siehe im Artikel zum GATT.
US-Präsident Biden hat am 11. März 2022 mitgeteilt, dass die USA Russland wegen deren Überfall auf die Ukraine den Status als „meistbegünstigte Nation“ entzieht. Den gleichen Schritt hat die EU am 14. März 2022 angekündigt. Auch die übrigen G7-Staaten gingen diesen Schritt.